# Gwardia Warschau

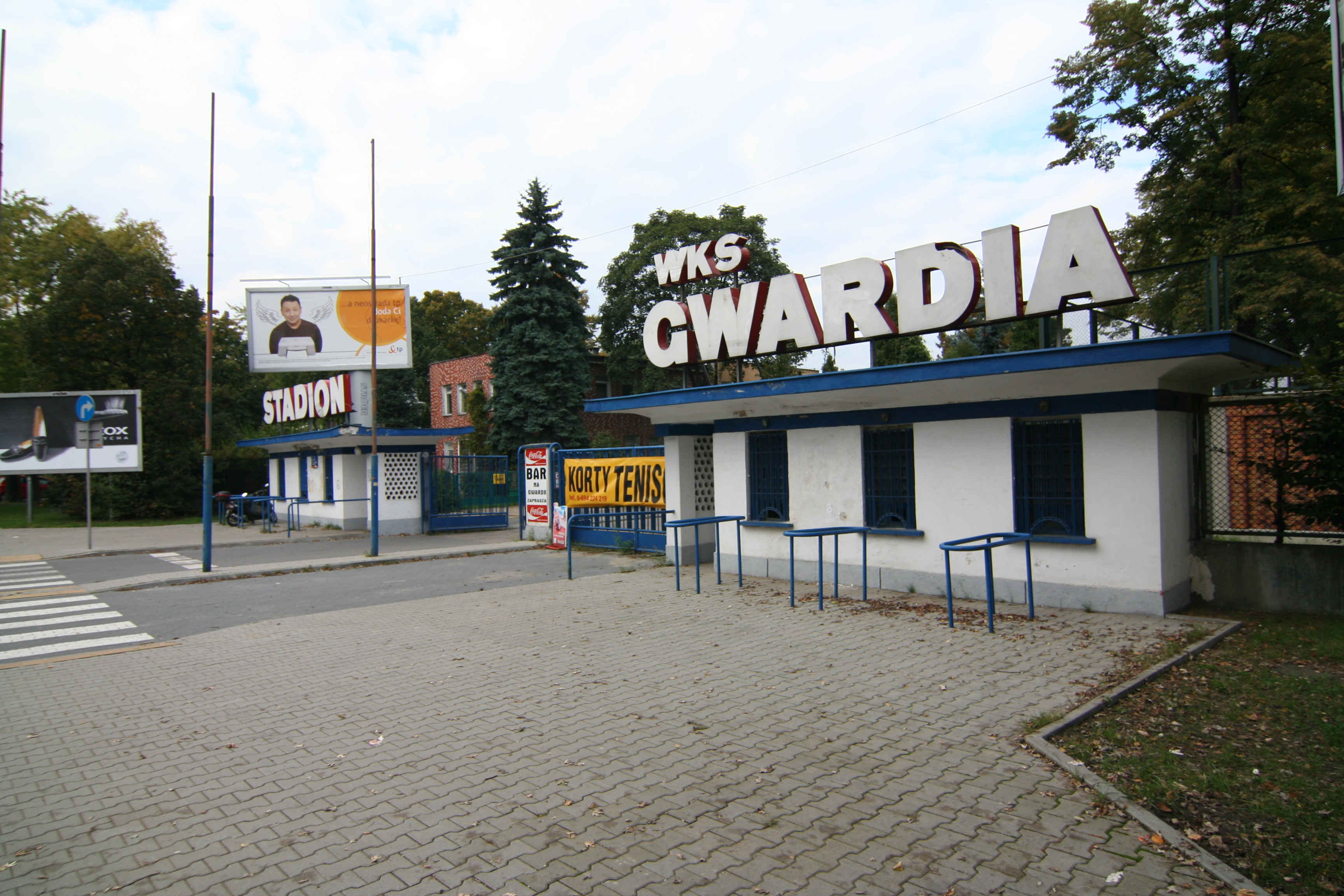
Stadion van Gwardia Warschau

Gwardia Warschau is een Poolse voetbalclub uit de hoofdstad Warschau.
Het was de eerste Poolse club die Europees speelde in 1955. Gwardia speelde 23 seizoenen in de hoogste klasse maar is nu weggezakt naar de lagere klassen.

## Erelijst
- Beker van Polen
  - Winnaar: 1954
  - Finalist: 1974

## Gwardia in Europa
Uitslagen vanuit gezichtspunt 
| Seizoen | Competitie           | Ronde | Land                                    | Club                      | Totaalscore             | 1e W    | 2e W       | PUC |
| ------- | -------------------- | ----- | --------------------------------------- | ------------------------- | ----------------------- | ------- | ---------- | --- |
| 1955/56 | Europacup I          | 1/8   | Vlag van Zweden                         | Djurgårdens IF            | 1-4                     | 0-0 (U) | 1-4 (T)    | 1.0 |
| 1957/58 | Europacup I          | Q     | Vlag van Duitse Democratische Republiek | SC Wismut Karl-Marx-Stadt | 3-3 BW 1-1 nv < Berlijn | 3-1 (T) | 1-3 (U)    | 2.0 |
| 1969/70 | Jaarbeursstedenbeker | 1R    | Vlag van Joegoslavië                    | Vojvodina Novi Sad        | 2-1                     | 1-1 (U) | 1-0 (T)    | 3.0 |
|         |                      | 2R    | Vlag van Schotland                      | Dunfermline Athletic FC   | 1-3                     | 1-2 (U) | 0-1 (T)    | 3.0 |
| 1973/74 | UEFA Cup             | 1R    | Vlag van Hongarije                      | Ferencvárosi TC           | 3-1                     | 1-0 (U) | 2-1 (T)    | 6.0 |
|         |                      | 2R    | Vlag van Nederland                      | Feyenoord Rotterdam       | 2-3                     | 1-3 (U) | 1-0 (T)    | 6.0 |
| 1974/75 | Europacup II         | 1R    | Vlag van Italië                         | Bologna FC                | 3-3 (5-3 ns)            | 2-1 (T) | 1-2 nv (U) | 2.0 |
|         |                      | 1/8   | Vlag van Nederland                      | PSV                       | 1-8                     | 1-5 (T) | 0-3 (U)    | 2.0 |

Totaal aantal punten voor UEFA coëfficiënten: 14.0

## Bekende (oud-)spelers
- Krzysztof Baran
- Dariusz Dziekanowski
- Roman Kosecki
- Antoni Szymanowski
- Dariusz Wdowczyk
- Władysław Żmuda